# 福音ルーテル聖マリア教会

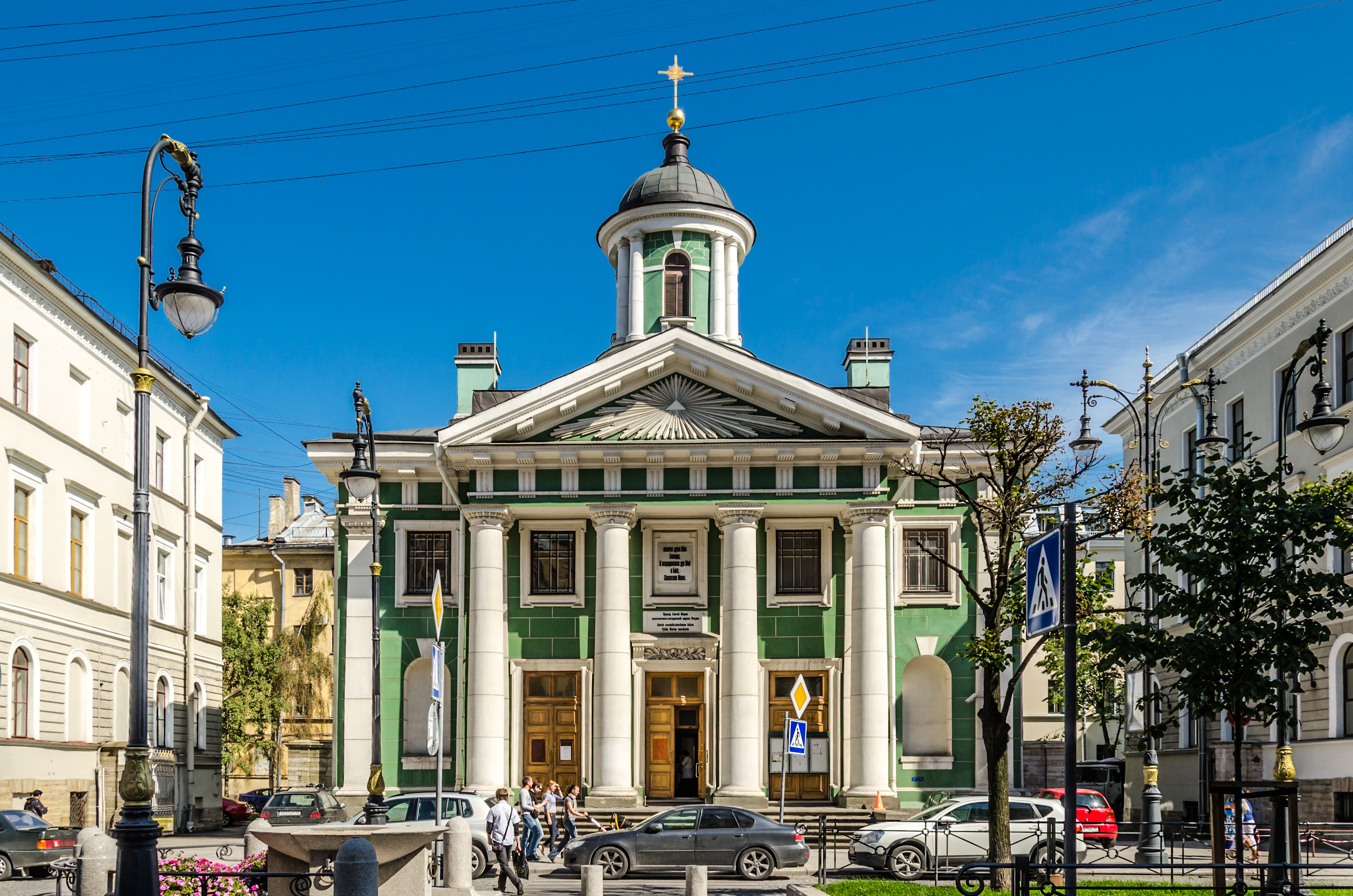
福音ルーテル聖マリア教会（現在）

福音ルーテル聖マリア教会（ふくいんルーテルせいマリアきょうかい、ロシア語: Евангелическо-лютеранская церковь Святой Марии）はロシアのサンクトペテルブルク市にある福音ルーテル教会で、市内の一番繁華なネフスキー大通りからボリシャヤ・コニューシェンナヤ通りに入ったところにあり、現在の建物は1805年に作られ、2002年に修復している。もともとフィンランド福音ルター派教会によって建てられたもので、通常「フィンランド教会」と呼ばれている。

## 概要
福音ルーテル聖マリア教会はロシアのサンクトペテルブルク市にある福音ルーテル教会で、市内の一番繁華なネフスキー大通りからボリショイ・コニューシェンナヤ通りに入ったところにある。住所は、サンクトペテルブルク市ボリシャヤ・コニューシェンナヤ通り8A。
現在の建物は1805年に作られ、2002年に修復している。もともとフィンランド福音ルーテル教会によって建てられたもので、通常「フィンランド教会」と呼ばれている。

## 歴史
ロシアがフィンランドのこの地域を併合する前は、ここはイングリアと呼ばれていて、イングリアの福音ルーテル教会は400年の歴史がある。
- 18世紀初めのピョートル大帝によるサンクトペテルブルク 都市の建設には、多くのフィンランドジも参加し、彼が宗教の自由を保障したため、1703年にはスエーデン・フィンランド福音ルーテル教会が建てられ、1733年にはアンナ・ペトロヴナが現在のマーラヤ・コニューシュナヤ通りに土地を寄贈して、新しい教会堂が建てられ、聖アンナ教会（現在の福音ルーテル聖アンナ教会）と呼ばれるようになった。

- 1745年には、フィンランド人はこの教会から独立して、ボリシャヤ・コニューシュナヤ通りに木造の教会を建て、1805年には現在の建物がパウルソン建築士（Architect Paulsson）の設計で完成している。当時のロシア皇帝の妻・マリヤフオドロヴナを記念して、聖マリア教会と呼ばれるようになった。

- 1809年のロシアによるフィンランドの併合後、フィンランド地域との交流はさらに盛んになり、1890年代初頭には1万7千人の会員をかかえる大教会になった。

- 1917年のロシア革命以降は、多大な試練を経ている。1938年には教会活動は完全に停止して、教会堂は接収されて、初めは住宅として、後に自然博物館として使用された。

- ソヴィエト体制の崩壊後、1994年に教会堂は返還されて、1999年から教会堂の修復が始まり、2002年には再献堂式が行われた。

## 教会活動
現在、フィンランド福音ルーテル教会（Evangelical Lutheran Church of Finland）のイングリア教区はロシアの西部から東部のイルクーツクにまで広がって75の教会があり、当教会はそのうちで最大で、中心的な役割を担う。
日曜日の礼拝は、現在10:30からフィンランド語で、13:30からロシア語でが行われている。子供のための教会学校などの活動も行われている。

## 近隣の教会
ネフスキー大通りのこの地域には、次のようなプロテスタント教会
- ルーテル聖ペテロ教会（別名：ドイツ教会）
- 福音ルーテル聖マリア教会（別名：フィンランド教会）
- 福音ルーテル聖カタリナ教会（別名：スエーデン教会）

があり、スエーデン教会では英語（聖公会）、韓国語（長老派）などの日曜礼拝も行われている。
ネフスキー大通りの向かいには
- カザン大聖堂（ロシア正教会）

があり、少し離れてやはりネフスキー大通りの東の方似に
- アルメニア教会
- カトリック聖カタリナ教会（ローマ・カトリック教会）

もある。